# Mrtva ladja
Mrtva ladja je slovenska črno-bela romantična grozljivka iz leta 1971 v režiji in po scenariju Rajka Ranfla. Danijel in Marijana sta zaljubljen par na morju, ko zagledata skrivnostno ladjo. 

## Igralci
- Radko Polič kot Danijel
- Milena Zupančič kot Marijana
- Franc Uršič kot neznanec
- Polde Bibič kot glas